# ベン・スペイケルス
ベン・スペイケルス（Bernhard Hendrikus Martinus "Ben" Spijkers  1961年3月10日 - ）は、オランダのヘルダーラント州・ナイメーヘン出身の柔道選手。現役時代は86kg級の選手。身長182cm。

## 人物
柔道は11歳の時に始めた。最初は78kg級の選手だったが、1983年に86kg級に階級を上げた。1984年ロサンゼルスオリンピックでは3回戦で敗れた。1988年ソウルオリンピックでは銅メダルを獲得した。1989年の世界選手権では決勝でフランスのファビアン・カヌに判定で敗れたものの2位となった。1992年バルセロナオリンピックでは、2回戦でカナダのニコラス・ギルに有効で敗れると、敗者復活戦でも岡田弘隆に巴投で敗れた。
現役を引退後、MMAに関心を示して、1995年7月には修斗の大会でアメリカのエリック・パーソンと対戦するが、第5ラウンドの38秒にフロントチョークで敗れた。さらに、11月にはアメリカのシャーロットで開催されたWCC 1においてブラジルのヘンゾ・グレイシーと対戦するが、1ラウンドの2分38秒に絞め技で敗れた。この際にヘンゾはスペイケルスの後頭部を踏みつける行為に及んだが、後にそのスポーツマンらしからぬ振舞いを謝罪した。また、この試合からの帰途、空港において客室乗務員と言い争いになった挙句、手を出されたのでやむなく反撃したところ、地元の警察に召喚されることになったが、罪を問われることなく放免されてオランダに逃げ帰ったという。
その後、2008年にはIJFインターナショナル審判員の資格を得ると、2012年にはIJFよりロンドンオリンピックの審判員に選出された。

## 戦績
| 総合格闘技 戦績 | 総合格闘技 戦績 | 総合格闘技 戦績 | 総合格闘技 戦績 | 総合格闘技 戦績 | 総合格闘技 戦績 | 総合格闘技 戦績 |
| --------------- | --------------- | --------------- | --------------- | --------------- | --------------- | --------------- |
| 2 試合          | (T)KO           | 一本            | 判定            | その他          | 引き分け        | 無効試合        |
| 0 勝            | 0               | 0               | 0               | 0               | 0               | 0               |
| 2 敗            | 0               | 2               | 0               | 0               | 0               | 0               |

| 勝敗 | 対戦相手           | 試合結果                           | 大会名                                              | 開催年月日     |
| ×    | ヘンゾ・グレイシー | 1R 2:38 チョーク                   | World Combat Championship 1: First Strike 【1回戦】 | 1995年10月17日 |
| ×    | エリック・パーソン | 5R 0:38 フロントスリーパーホールド | 修斗 Complete Vale Tudo Access                      | 1995年7月29日  |

## 主な戦績
78kg級での戦績
- 1981年 - オランダ国際　3位
- 1982年 - オランダ国際　3位
- 1982年 - イギリス国際　3位

86kg級での戦績
- 1983年 - イギリス国際　優勝
- 1984年 - ベルギー国際　優勝
- 1984年 - オランダ国際　2位
- 1984年 - イギリス国際　優勝
- 1984年 - ヨーロッパ選手権　3位
- 1984年 - ポーランド国際　3位
- 1984年 - オーストリア国際　3位
- 1985年 - イギリス国際　3位
- 1985年 - オランダ国際　2位
- 1985年 - 世界選手権　5位
- 1986年 - ソ連国際　2位
- 1986年 - ドイツ国際　優勝
- 1986年 - オランダ国際　優勝
- 1986年 - ヨーロッパ選手権　2位
- 1987年 - オランダ国際　2位
- 1987年 - ドイツ国際　3位
- 1988年 - ハンガリー国際　3位
- 1988年 - オランダ国際　3位
- 1988年 - イギリス国際　2位
- 1988年 - ソウルオリンピック　3位
- 1989年 - ベルギー国際　優勝
- 1989年 - 世界選手権　2位
- 1990年 - オランダ国際　2位
- 1990年 - オーストリア国際　3位
- 1991年 - ハンガリー国際　2位
- 1992年 - ポーランド国際　優勝